# Jacamar à menton blanc
Galbula tombacea
Espèce
Statut de conservation UICN

 LC  : Préoccupation mineure
Le Jacamar à menton blanc (Galbula tombaceae) est une espèce d'oiseau de la famille des galbulidés (ou Galbulidae).
Cet oiseau vit dans l'ouest de l'Amazonie.